# اكلستون (تشيشير)
اكلستون (بالإنجليزية: Eccleston, Cheshire)‏ هي قرية وأبرشية مدنية تقع في المملكة المتحدة في إنجلترا.  يقدر عدد سكانها بـ 184 نسمة.